# Hyphoraia immaculata
Hyphoraia immaculata là một loài bướm đêm thuộc phân họ Arctiinae, họ Erebidae.